# 甲子天后宫
甲子天后宫，位于中国广东省汕尾市陆丰市甲子镇，为陆丰市的一个市级文物保护单位，类型为古建筑，公布时间为1997年。
甲子天后宫的历史年代为宋代。